# Cavendishia grandifolia
Cavendishia grandifolia là một loài thực vật có hoa trong họ Thạch nam. Loài này được Herold mô tả khoa học đầu tiên năm 1909.